# La Liga 1942-1943
Statisticile pentru sezonul La Liga 1942-1943.

În acest sezon au participat următoarele cluburi: 
| - Athletic Bilbao - Athletic Aviación de Madrid - FC Barcelona - CD Castellón - Celta de Vigo - Deportivo La Coruña - RCD Espanyol |  | - Granada CF - Real Betis - Real Madrid C.F. - Real Oviedo - Real Zaragoza - Sevilla FC - Valencia CF |

## Clasament
| Poziție | Club                        | Meciuri jucate | V  | E  | Î  | GÎ | GP | Puncte | A   | Comentarii                    |
| ------- | --------------------------- | -------------- | -- | -- | -- | -- | -- | ------ | --- | ----------------------------- |
| 1       | Athletic Bilbao             | 26             | 16 | 4  | 6  | 73 | 38 | 36     | 35  | Champion of La Liga           |
| 2       | Sevilla FC                  | 26             | 15 | 3  | 8  | 63 | 47 | 33     | 16  |                               |
| 3       | FC Barcelona                | 26             | 14 | 4  | 8  | 77 | 50 | 32     | 27  |                               |
| 4       | CD Castellón                | 26             | 13 | 5  | 8  | 41 | 43 | 31     | -2  |                               |
| 5       | Celta de Vigo               | 26             | 14 | 2  | 10 | 52 | 50 | 30     | 2   |                               |
| 6       | Real Oviedo                 | 26             | 12 | 4  | 10 | 53 | 63 | 28     | -10 |                               |
| 7       | Valencia CF                 | 26             | 10 | 7  | 9  | 58 | 45 | 27     | 13  |                               |
| 8       | Athletic Aviación de Madrid | 26             | 11 | 5  | 10 | 54 | 44 | 27     | 10  |                               |
| 9       | Deportivo La Coruña         | 26             | 7  | 12 | 7  | 35 | 32 | 26     | 3   |                               |
| 10      | Real Madrid C.F.            | 26             | 10 | 5  | 11 | 52 | 50 | 25     | 2   |                               |
| 11      | RCD Espanyol                | 26             | 9  | 6  | 11 | 45 | 51 | 24     | -6  |                               |
| 12      | Granada CF                  | 26             | 9  | 4  | 13 | 56 | 68 | 22     | -12 |                               |
| 13      | Real Zaragoza               | 26             | 2  | 9  | 15 | 25 | 57 | 13     | -32 | Relegated to Segunda División |
| 14      | Real Betis                  | 26             | 2  | 6  | 18 | 28 | 74 | 10     | -46 | Relegated to Segunda División |